# Ossido rameoso
L'ossido rameoso è l'ossido del rame a numero di ossidazione +1. In natura esiste come minerale noto con il nome di cuprite.
A temperatura ambiente si presenta come un solido rosso-bruno inodore. È un composto nocivo.
Può essere ottenuto per riscaldamento dell'ossido rameico a 1200 °C.
Senza l'utilizzo di calore è ottenibile facendo reagire una soluzione acquosa di solfato di rame pentaidrato e alluminio solido.